# خوزه ارتگا یی گاست
خوزه ارتگا یی گاست (به اسپانیایی: José Ortega y Gasset) (زادهٔ ۹ مهٔ ۱۸۸۳ در مادرید اسپانیا – درگذشتهٔ ۱۸ اکتبر ۱۹۵۵ در مادرید) فیلسوف لیبرال و نظریه‌پرداز اسپانیایی و از پیشگامان رنسانس اسپانیا در سده بیستم به‌شمار می‌رود. او در نیمه نخست قرن بیستم زمانی که اسپانیا میان جمهوری‌خواهی، سلطنت و دیکتاتوری سرگردان بود، رسالات متعددی منتشر کرد. وی در کنار نیچه از مدافعان منظرگرایی بود که کانت پیشگام آن در اندیشه غربی به حساب می‌آمد. او منتقد انسان توده‌ای و جامعه فاشیستی برآمده از آن بود و دولت بزرگ را عامل و معلول این پدیده می‌دانست.

## زندگی
خوزه اورتگا یی گاست در سال ۱۸۸۳ در مادرید چشم به جهان گشود. پدرش یک رمان‌نویس و روزنامه‌نگار برجسته بود و خانواده مادرش روزنامه‌ای لیبرال به نام «ال ایمپارسیل» را منتشر می‌ساختند. تحصیلات ابتدایی و متوسطه خود را در مدرسه ژزوئیت‌ها در میرافلورس، مالاگا و تحصیلات دانشگاهی خود را در دانشگاه دوئستو، بیلبائو و دانشگاه مادرید به انجام رساند و در سال ۱۹۰۴ موفق به اخذ مدرک دکترا در رشته فلسفه گردید. او به مطالعات خود در دانشگاه‌های برلین، لایپزیگ و ماربورگ ادامه داد و در سال ۱۹۱۰ در دانشگاه مرکزی مادرید به سمت استادی در رشته ماوراءالطبیعه منصوب شد و به انتشار چندین مجله علمی اقدام کرد. او در سال ۱۹۱۴ به عضویت آکادمی سلطنتی علوم اخلاقی و سیاسی اسپانیا درآمد.
به لحاظ سیاسی او فردی مخالف استبداد محسوب می‌شد و به دلیل مخالفت با رژیم دیکتاتوری پریمو دریورا(۳۰–۱۹۲۳) از سمت استادی استعفا داد. اورتگا یی گاست به این باور رسیده بود که حکومت پادشاهی دیگر نمی‌تواند سبب اتحاد مردم اسپانیا برای نیل به یک هدف مشترک گردد. از همین رو، او به مسلک جمهوری خواهان پیوست. به دنبال سقوط ریورا و کناره‌گیری آلفونسوی سیزدهم پادشاه وقت اسپانیا، اورتگا از سال ۱۹۳۱ تا ۱۹۳۲ یکی از کرسی‌های مجلس مؤسسان جمهوری دوم را به عنوان نماینده لئون اشغال کرد. یک سال نمایندگی در این مجلس چیزی جز سرخوردگی برای او در برنداشت و پس از آن اورتگا یی گاست سکوتی نیش دار در قبال اوضاع سیاسی کشورش پیشه کرد.
در جریان جنگ‌های داخلی اسپانیا (۳۹–۱۹۳۶)، اورتگا یی گاست که مایل به هواداری از هیچ‌یک از دو جناح نبود و همچنین نمی‌خواست در حکومت فرانکو هیچ گونه منصب دانشگاهی داشته باشد، به تبعید خود خواسته در آرژانتین و اروپا رفت. از سال ۱۹۴۱ به استادی فلسفه در پرو در دانشگاه سان مارکوس در لیما رسید. پس از جنگ جهانی دوم به اسپانیا بازگشت و انستیتوی علوم انسانی را در مادرید تأسیس کرد، اما پس از دو سال این انستیتو به دلیل فقدان حمایت تعطیل شد. سخنرانی‌های متعددی در آلمان، سوئیس و ایالات متحده ایراد کرد. در سال ۱۹۴۹ به مرکز علوم انسانی واقع در آسپن، کلرادو دعوت گردید. سرانجام وی در تاریخ ۱۸ اکتبر ۱۹۵۵ در مادرید جان سپرد.

### زندگی فکری و سیاسی
ارتگا در اسپانیا و آلمان تحصیل کرد و نخست تحت تأثیر مکتب نوکانتی ماربورگ بود. وی استاد مابعدالطبیعه در دانشگاه مادرید بود. ارتگا در زمان جنگ داخلی اسپانیا به فرانسه، هلند، آرژانتین و پرتغال رفت و از جانب‌داری در آن جنگ خودداری کرد. او پیش‌تر در دولت جمهوری نماینده پارلمان بود اما به تقاضای فرانکو به وطن بازگشت. با این حال از پذیرش عنوان 'فیلسوف رسمی' در دولت فالانژیسست فرانکو سر باز زد. پس از بازگشت، مؤسسه آزاد فلسفه و علوم فرهنگی و نیز سه مجله به نام‌های اسپانیا، خورشید و مجله غرب را بنیاد نهاد.

## اندیشه‌ها
ارتگا یی گاست منتقد تند جامعه توده‌ای است و فاشیسم را نتیجه توده‌ای شدن جامعه می‌داند. او همچنین مخالف دولت بزرگ است و مشکلات عصر مدرن را نتیجه بزرگ شدن دولت و مداخله آن در همه امور می‌داند.
انسان توده‌ای از نظر او همان است که شک و تردید به خود راه نمی‌دهد، زندگی او جریان دارد ولی بی هدف است و اسیر روزمرگی‌ها است. انسان توده‌ای همان است که توسط امپراتوری‌های رسانه‌ای کنترل می‌شود و هرچه به خوردش می‌دهند بی هیچ تردیدی می‌پذیرد.
کسانی که در تاریخ فلسفه مطالعاتی دارند معمولاً اورتگا یی گاست را پیرو مکاتب پدیدارشناسی، اگزیستانسیالیسم و فلسفه زندگی قلمداد می‌کنند. سرچشمه افکار فلسفی اورتگا یی گاست را باید در دیدگاه‌های نیچه و ویلهلم دیلتای جستجو کرد. تعلقات فلسفی او بر رابطه بین حیات بشری و تاریخ، فرهنگ و اخلاق تمرکز داشت. اورتگا یی گاست شخصیتی فردگرا بود. ویژگی بارز او نخبه گرایی اش است و با طرح و شرح نظریه آریستوکراتیک تاریخ و فرهنگ، سرمایه‌داری و کمونیسم را به عنوان اشکال جامعه «توده‌ای» مورد تقبیح قرار می‌دهد. از دیدگاه او، هم کمونیسم و هم سرمایه‌داری فرهنگ و فردیت را تخریب می‌کنند.
از یک منظر، اورتگا یی گاست آنتی تز روشنفکران برج عاج‌نشین به حساب می‌آید. او از جمله کسانی بود که ژورنالیسم در رگ‌هایشان جاری است. خود می‌گفت که «بر روی دستگاه چاپ متولد گردیده‌است.» پدرش یک رمان‌نویس و روزنامه‌نگار برجسته بود و خانواده مادرش روزنامه‌ای لیبرال به نام «ال ایمپارسیل» را منتشر می‌ساختند. با نگارش مقاله در این روزنامه و نیز نشریات دیگر بود که اورتگا یی گاست توانایی خود را در انتقال افکار عمیق با استفاده از یک سبک ادبی روشن، زنده، با روح و فاخر به نمایش گذاشت. تسلط او بر زبان کاستیلی ستودنی بود. اورتگا یی گاست سخنران و خطیب بسیار مجذوب کننده‌ای بود. او در تلاش بود تا با تأثیرگذاری بر مخاطبانش، آنان را به اندیشه و تفکر دربارهٔ موضوع مورد بحث وادارد. از دیدگاه او زندگی عبارت بود از دیالوگی میان خود و محیط اطراف. در زمینه نقد ادبی و هنری نیز افکار خاص خود را داشت.

## آثار
آثار مهم او عبارتند از: درس‌هایی در متافیزیک؛ ریشه فلسفه؛ عقل تاریخی؛ پدیدارشناسی و هنر؛ تعبیری از تاریخ جهان؛ تاریخ به مثابه منظومه؛ فلسفه چیست؛ تاملاتی دربارهٔ دون کیشوت؛ و طغیان توده‌ها.

### طغیان توده‌ها
طغیان توده‌ها مهم‌ترین اثر سیاسی ارتگا است. از نظر او واقعیت زمانه ما ظهور انسان توده‌ای و توده‌ها در عرصه‌های گوناگون جامعه بوده‌است اما «توده‌ها طبق تعریف نه باید و نه می‌توانند زندگی فردی خود یا جامعه را اداره کنند، بنابراین اروپا دچار عظیم‌ترین بحرانی شده که اقوام و تمدن‌ها ممکن است گرفتار ان شوند.»
اعضای توده کسانی‌اند که خود را «همچون دیگران» می‌دانند و هیچ ارزش ویژه‌ای بر اساس ملاکی خاص برای خود قایل نیستند. انسان توده‌ای می‌گوید: «من هم یکی مثل بقیه»
بخش کردن جامعه به توده و اقلیت‌ها به معنای تقسیم آن به طبقات اجتماعی نیست. هم در طبقات بالا و هم در طبقات پایین، هم توده و هم اقلیت وجود دارد. اما توده در زیر پای خود هرچه را متفاوت و فردی باشد خرد می‌کند. ارتگا می‌گوید:
شک دارم که توده‌ها در اعصار دیگر همچون زمان ما حکومت مستقیم به دست آورده باشند. [در حکومت توده‌ها] هر کس که مثل همگان نیست و مانند دیگران فکر نمی‌کند در خطر حذف شدن قرار می‌گیرد.
به نظر اورتگا در عصر مدرن مداخله خشونت‌آمیز توده‌ها در همه جا گسترش یافته‌است و به ویژه در سندیکالیسم و فاشیسم نوع جدیدی از انسان پیدا شده‌است که نمی‌خواهد برای مواضع خود دلیل بیاورد و صرفاً در پی تحمیل عقاید خویش است.
به اعتقاد او امروزه مهم‌ترین خطری که تمدن را تهدید می‌کند و خود از آن برخاسته دولت بزرگ است که مورد ستایش و پشتیبانی توده‌هاست. مداخله دولت در امور مختلف مهم‌ترین خطر زمانه ماست. توده‌ها می‌خواهند بدون کوشش و خطر کردن هرچه را دلخواهشان است با فشار دکمه‌ای در دستگاه عظیم دولت به دست آورند. انسان توده‌ای دولت را وسیله‌ای برای درهم شکستن اقلیت‌های ناسازگار می‌داند. مداخله دولت ریشه عمل خودجوش اجتماعی را می‌خشکاند. در چنین وضعی «جامعه باید برای دولت و انسان برای دستگاه حکومت زندگی کند. اما دولت خود پس از مکیدن مغز استخوان جامعه به اسکلتی بدون خون و مرده تبدیل خواهد شد و مردم به سوختی بدل می‌شوند که ماشین دولت را تغذیه می‌کند. همه باید برای دولت باشند، هیچ چیز خارج از دولت نباشد و هیچ چیز بر ضد دولت نباشد.»